# Allophylus decipiens
Allophylus decipiens là một loài thực vật có hoa trong họ Bồ hòn. Loài này được (E.Mey.) Radlk. mô tả khoa học đầu tiên năm 1895.